# Фисун Артем Миколайович
Артем Фисун — український громадський діяч, волонтер, депутат Харківської районної ради, голова постійної комісії з питань регламенту, депутатської діяльності, місцевого самоврядування, законності, боротьби з корупцією та злочинністю, зв'язків з об'єднаннями громадян.

## Життєпис
Народився 15 червня 1983 року в селі Крупин на Вінниччині. Середню освіту здобув у Пісочинському навчально-виховному комплексі. У 1998 році вступив до технікуму Національної фармацевтичної академії України, який закінчив у 2002 р., здобувши освіту за спеціальністю «Аналітичний контроль якості хімічних сполук та препаратів».
Вищу освіту здобув у Національному фармацевтичному університеті України (2009), де здобув спеціальність «Маркетинг». У 2017 році закінчив Харківський національний університет внутрішніх справ за спеціальністю «Правознавство»
Із 2010 по 2015 рік — депутат Пісочинської селищної ради шостого скликання (округу № 22).
Із 2015 року і донині[коли?] депутат Харківської районної ради.
Одружений, має доньку.

## Громадська активність
Із 2009 року член громадської організації «Громадянське об'єднання — „Альтернатива“».
У 2014 році організовував збір коштів на потреби Збройних Сил України, які неодноразово відвозив на передову в зону АТО. На сайті розміщує фото та відео звіти допомоги про передані речі. Допомогу добровольцям та військовослужбовцям ЗСУ доставляв під Дебальцеве, Піски, Щастя, Авдіївку, Торецьк, Марїнку, Волноваху, Світлодарськ, Попасну.
У 2015 р. під Горлівкою попав під обстріл з боку російських окупаційних військ, під час якого було пошкоджено волонтерську автівку. Під час однієї з поїздок у прифронтову зону із колегами волонтерами привезли ракету, яку встановили у Харкові на майдані Свободи в якості постаменту, для того, щоб люди могли ознайомитись, якою зброєю стріляють по українських містах російські окупанти.
Активно співпрацює із волонтерськими організаціями Допоможи армії! (Help Army), Армія SOS, Схід і Захід разом!, волонтерською мережею «Вільні Люди», волонтерською організацією «Доброчинець», групою «Маскування для АТО».
У 2016 році виграв судову справу проти голови райради.
За час своєї волонтерської діяльності отримував неодноразові подяки від представників Збройних сил України та добровільних військових формувань. Був нагороджений відзнакою Президента України «За гуманітарну участь в АТО».
До 2019 року був членом політичної партії «Самопоміч».
Продовжує підтримувати ветеранський рух, сприяє психологічній адаптації ветеранів АТО та їх міжнародним контактам, щоб європейські волонтери за кордоном розуміли, що відбувається з ветеранами під час перебування на війні та після повернення до цивільного життя і були мотивовані далі допомагати ветеранам російсько-української війни.